# 塚田理
塚田 理（つかだ おさむ、1929年12月31日 - 2016年11月15日）は、日本の神学者。立教大学名誉教授。第7代学校法人立教学院院長。第15代立教大学総長。

## 経歴
新潟県上越市出身。立教大学文学部卒業。聖公会神学院卒業。オックスフォード大学大学院修了。
1957年より日本聖公会名古屋学生センター主事、聖公会神学院を経て立教大学文学部キリスト教学科勤務。
その後、同大学文学部長を経て、1994年大学総長（第15代）、1995年立教学院院長（第7代）。

## 著書
- 『イギリスの宗教』（聖公会出版） 1980
- 『天皇制下のキリスト教』（聖公会出版） 1981
- 『象徴天皇制とキリスト教』（聖公会出版） 1990
- 『初期日本聖公会の形成と今井寿道』（聖公会出版） 1992
- 『教会の革新 - 女性司祭の叙任について』（聖公会出版） 1993
- 『キリストと共に生きる』（聖公会出版） 1996
- 『イングランドの宗教 - アングリカニズムの歴史とその特質』（教文館） 2004
- 『聖公会の伝統を探る』（聖公会出版） 2012

## 翻訳
- 『神の創造と科学の世界』（A・R・ピーコック、関正勝共訳、聖公会出版） 1983